# Westwall (2021)
Westwall ist ein sechsteiliger deutscher Thriller aus dem Jahr 2021. Erzählt wird die Geschichte einer Polizeischülerin, die in die Machenschaften eines rechtsextremen Netzwerks verwickelt wird, das Polizei und Verfassungsschutz unterwandert.
Uraufführung war am 27. Oktober 2021 auf dem Film Festival Cologne, die Erstausstrahlung begann am 20. November 2021 in Deutschland in der ZDF-Mediathek und im linearen Programm des Senders.

## Handlung
Die junge Kommissarsanwärterin Julia Gerloff lernt den undurchsichtigen Nick kennen und beginnt sich in ihn zu verlieben. Nachdem sie mit ihm die Nacht verbracht hat, entdeckt sie auf seinem Rücken ein großes tätowiertes Hakenkreuz. Julias Vater und ihre Mitbewohnerin warnen sie davor, sich mit ihm einzulassen, doch sie glaubt ihm, als er ihr sagt, dass er sein altes Leben als Nazi hinter sich gelassen habe.
Julia ahnt, dass die Begegnung kein Zufall war, als sie auf ein rechtsextremes Netzwerk innerhalb der Polizei stößt, das bis in den Verfassungsschutz reicht. Sie beginnt eigenständig nachzuforschen und muss feststellen, dass sie vom Geheimdienst dazu missbraucht wird, eine rechtsextreme Terrorgruppe aufzuspüren, die ihr Quartier in den verfallenden Anlagen des Westwalls in der Eifel aufgeschlagen hat.

## Kritik
Martina Kalweit von tittelbach.tv meint, Westwall ziele auf die politischen Abgründe im heutigen Deutschland in Gestalt von rechtsextremen Terroristen, Reichsbürgern, Armut und Überwachung, unterhalte gleichzeitig mit frischen Gesichtern und „einer Action, die mehr auf Bewegung als auf Waffengewalt“ setze. Die Hauptfiguren seien so gezeichnet, dass sie das Publikum in die Handlung hineinzögen, Emma Bading spiele „mit natürlicher Lässigkeit“, Regisseurin Prahl führe die Schauspieler gekonnt und die Produktion sei auf dem neuesten Stand der Technik.
Matthias Dell bezeichnet die Geschichte in der Zeit als „wirr“, die Charaktere seien eindimensional. Westwall wolle von Rechtsextremismus erzählen, scheitere aber „an der verzerrten Darstellung von Gegenwart“ und zimmere sich „perfide seine Fantasiewelt zusammen“. Es werde behauptet, etwas über die Gegenwart zu erzählen und gleichzeitig werde Menschen „Täterschaft souffliert“, die in der Gegenwart Ziel rechter Gewalt sind. Es werde „ein Mitleidsanker“ eingebaut, „der in der Logik von jahrzehntelanger, verständnisvoller Entschuldigung rechtsextremer Gewalt“ stehe.

## Produktion
Produziert wurde Westwall von Gaumont und der polnischen Filmproduktion Arbor Film.
Das Drehbuch für die Verfilmung des im Jahr 2019 erschienenen gleichnamigen Romans stammt von dessen Autor Benedikt Gollhardt.
Gedreht wurde in Köln und Krakau.
Westwall wurde am 27. Oktober 2021 erstmals auf dem Film-Festival Cologne gezeigt.

## Verweise
- Westwall bei IMDb